# Regina (konkubine)
 For alternative betydninger, se Regina. (Se også artikler, som begynder med Regina)
Regina (født ca. 780) var en af Karl den Stores konkubiner, som fødte ham to sønner; Drogo (f. 801), og Hugh (f. 802). De blev de sidstlevende af Karl den Stores sønner, om end ikke de længstlevende: Ludvig den Fromme blev 62.